# Jõesuu (Tori)
Jõesuu (Duits: Jöesoo) is een plaats in de Estlandse gemeente Tori, provincie Pärnumaa. De plaats heeft de status van dorp (Estisch: küla).

## Bevolking
De ontwikkeling van het aantal inwoners blijkt uit het volgende staatje:
| Jaar            | 2000 | 2011 | 2017 | 2019 | 2021 |
| --------------- | ---- | ---- | ---- | ---- | ---- |
| Aantal inwoners | 395  | 344  | 297  | 280  | 316  |

## Ligging
Jõesuu ligt ten oosten van de vlek Tori, de voormalige hoofdplaats van de gemeente. Bij Jõesuu komt de rivier Navesti uit op de rivier Pärnu. Daaraan ontleent de plaats haar naam; jõesuu betekent ‘riviermond’.
Bij het dorp staat een grove den met een hoogte van 4,25 meter en een omtrek van 140 cm, de Päkapiku mänd of Päkapikumänd.

## Geschiedenis
Jõesuu werd voor het eerst genoemd in 1839 onder de naam Jasu. In 1909 heette het dorp Jöesoo, in 1923 Jõesuu. Tot 1919 lag het op het landgoed Torgel (Tori).
In 1977 werd het buurdorp Puista bij Jõesuu gevoegd. Puista (voor het eerst vermeld rond 1500) was ouder dan Jõesuu. In hetzelfde jaar werd het buurdorp Päästala opgedeeld tussen Jõesuu, Muraka en Tohera.

## Foto's

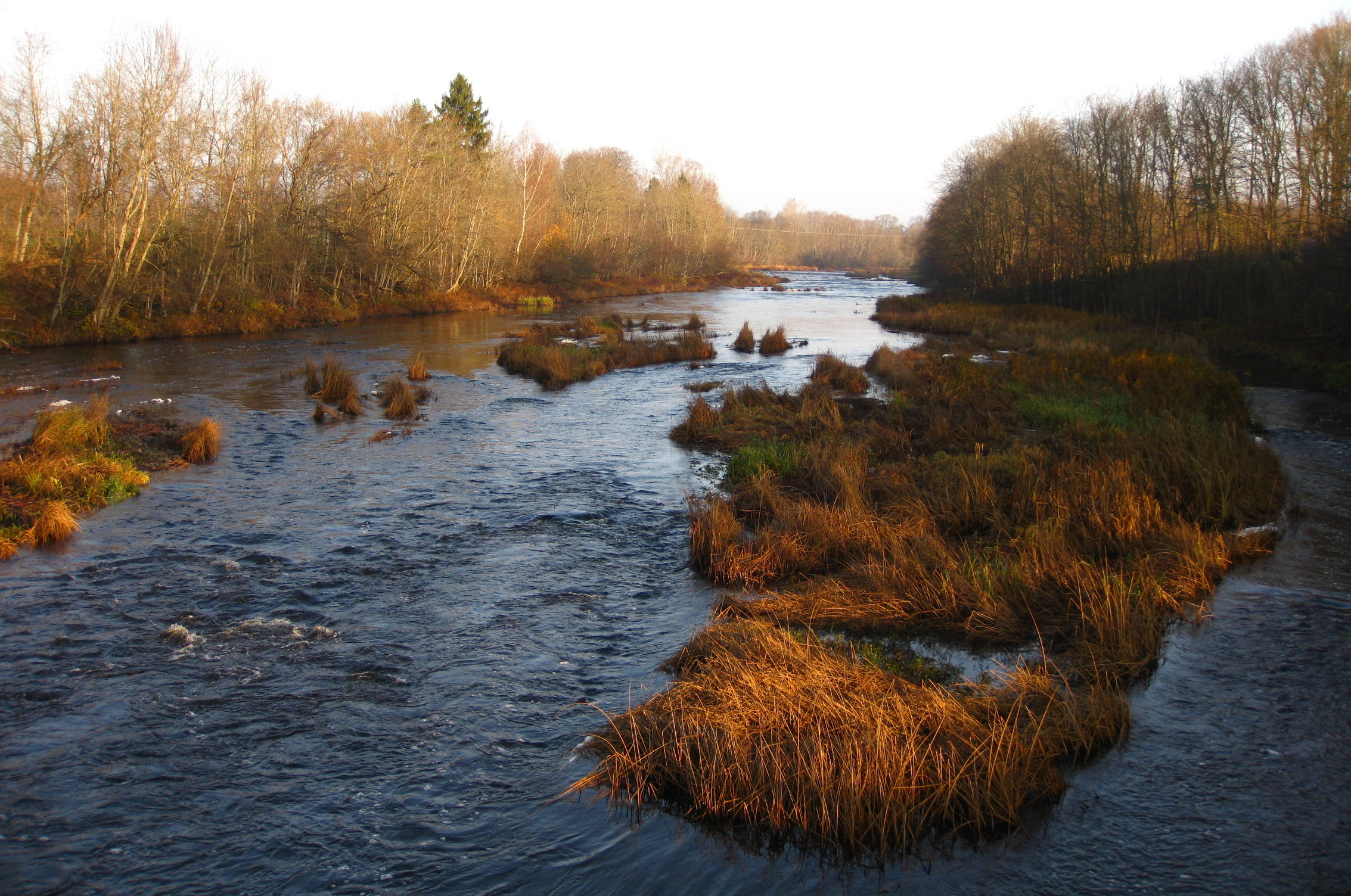
De rivier Pärnu bij Jõesuu
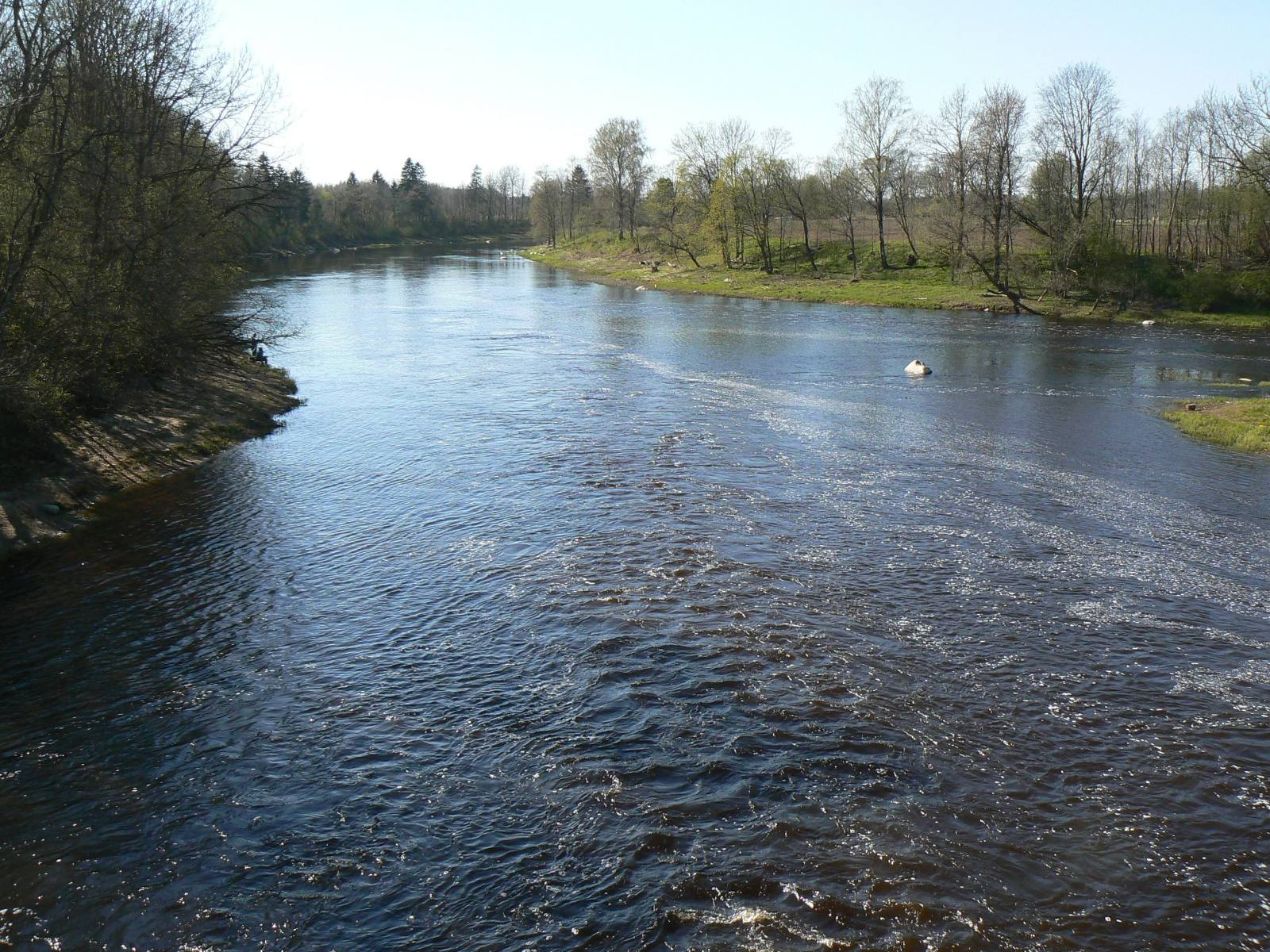
Monding van de Navesti
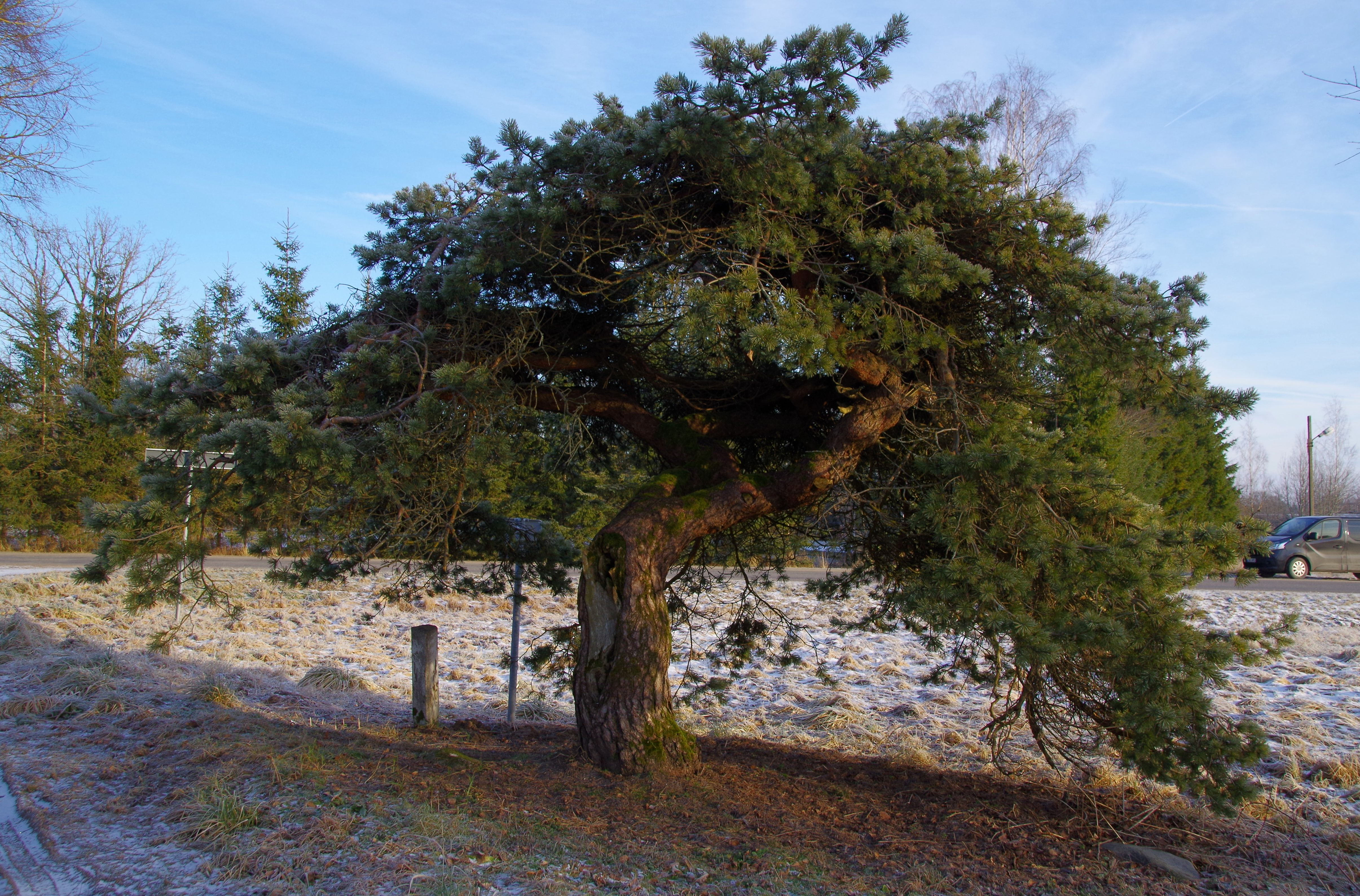
De Päkapiku mänd